# Kelly l'intrépide
Pour plus de détails, voir Fiche technique et Distribution.
Kelly l'intrépide (Reckless Kelly) est une comédie familiale australienne, réalisée par Yahoo Serious (en), sortie en 1993.

## Synopsis
En Australie, Ned Kelly (Yahoo Serious (en)) est considéré comme un fléau par les institutions financières qu'il vole régulièrement pour ensuite aller déposer son butin directement dans les comptes bancaires des gens en difficultés.
Sir John, PDG d'une grande banque, décide après avoir vu son siège social attaqué, qu'il est temps d'en finir avec ce «Robin des Bois» moderne. Après avoir demandé l'aide d'un major britannique, les deux hommes découvrent où se situe le repaire de Ned et de sa bande avec l'aide d'un napperon à bière que Ned a laissé tomber lors de son braquage.
Voyant là sa chance, Sir John veut vendre la petite île a une société japonaise pour la somme d'un million de dollars.
Ned sera prévenu par une commis-caissière qui lui fera parvenir une copie du fax mentionnant l'intention de vente, à la suite de quoi elle sera licenciée.
Ned voudra avant tout faire valoir le droit de propriété de la bande à Kelly sur l'endroit, en amenant directement au bureau de Sir John les documents de naissance de chaque membre de la bande à Kelly né sur l'île, ce qui remonterait l'origine de l'occupation a plus de 40 000 ans, selon lui. Cette tentative sera veine.
Désirant racheter son île, Ned doit trouver l'argent, mais un problème se pose ; il est reconnu pour ne jamais garder le moindre sous pour lui. Lui vient alors l'idée de braquer une banque dans un pays où les voleurs conservent pour eux la manne dérobée, les États-Unis. Mais à Hollywood, la vie est très différente et plusieurs surprises l'attendent. Il apprendra entre autres que son actrice fétiche est en réalité un homme, et sera confronté à des dizaines de banques qui ont de tout sauf de l'argent.
Après une tentative ratée de braquer une vraie banque (il ressortira avec une carte de crédit), il sera sur le point d'être mis aux arrêts lorsqu'un producteur de cinéma ; Sam Delance (John Pinette) dira aux agents de police qu'il est un acteur.
Acceptant de tourné dans un film, Ned ne demande que le million nécessaire pour sauver son coin de paradis.
Pendant le tournage, il retrouvera Robin Banks (Melora Hardin), l'ex-employée de banque qui lui avait plus tôt fait parvenir la copie du fax.
Mais le temps commence à presser, Sir John fait pression sur le producteur en bloquant ces comptes bancaires, et le major Wib tente de lui mettre des bâtons aux roues.
Revenant chez lui avec Robin, ils y découvrent plusieurs employés de la banque, armés et en train de surveiller l'île sur le point d'être remorquer jusqu'au Japon.
Ned parviendra à sectionner le câble de remorquage avec sa moto alors que Robin libérera le reste de la bande enfermée dans la brasserie de l'hôtel. 
Après une bataille épique avec des canettes de bières, Sir John et ces mercenaires seront neutralisés, et l'île sauvée.
Ned retournera non pas faire des banques, mais dans le monde du cinéma, qui sera son nouveau moyen pour gagner l'argent des pauvres.

## Distribution
- Yahoo Serious (V.Q. : Bernard Fortin) : Ned Kelly
- Melora Hardin (V.Q. : Anne Bédard) : Robin Banks
- Alexei Sayle (V.Q. : Louis-Georges Girard) : Major Wib
- Hugo Weaving (V.Q. : Daniel Picard) : Sir John
- Kathleen Freeman : Mme Delance
- John Pinette (V.Q. : Jacques Brouillet) : Sam Delance
- Bob Maza (V.Q. : Yves Corbeil) : Dan Kelly
- Martin Ferrero (V.Q. : François Sasseville) : Ernie
- Anthony Ackroyd : Joe Kelly
- Tracy Mann : Miss Twisty
- Beth Champion : Laura
- Sophie Heathcote : Kathy
- Milt Goldstein : Bernie
- Willie Fennell : M. Arnold
- Malcolm Mudway : Malcolm Kelly

Source et légende : Version québécoise (V.Q.) sur Doublage Québec.